# ريتشارد بيشوب (لاعب جمباز فني)
ريتشارد بيشوب (بالإنجليزية: Richard Alfred Bishop)‏ هو لاعب جمباز فني أمريكي، ولد في 13 أغسطس 1910 في سيوسيت في الولايات المتحدة، وتوفي في 8 سبتمبر 1996.

## وصلات خارجية
- ريتشارد بيشوب على موقع اللجنة الأولمبية الدولية (الإنجليزية)
- ريتشارد بيشوب على موقع أوليمبيديا (الإنجليزية)